# Diskoskast (atletik)
| Diskoskast |                         |                         |         |
| Statue af en diskoskaster, Discobolus, i Botanisk Have i København, der er kopi af en antik statue lavet af Myron ca. 430 f.Kr.      |                         |                         |         |
| Verdensrekorder |                         |                         |         |
| | Jürgen Schult (1986)    | Jürgen Schult (1986)    | 74,08 m |
| | Gabriele Reinsch (1988) | Gabriele Reinsch (1988) | 76,80 m |
| Øvrige rekorder |                         |                         |         |
| | Danmark                 | 61,30 m                 | 59,58 m |
| | Olympisk                | 69,89 m                 | 72,30 m |
| | Europa                  | 74,08 m                 | 76,80 m |
| | Afrika                  | 70,32 m                 | 63,17 m |
| | Asien                   | 65,25 m                 | 71,68 m |
| | Nordamerika             | 71,32 m                 | 70,88 m |
| | Sydamerika              | 66,32 m                 | 61,96 m |
| | Oceanien                | 65,06 m                 | 68,72 m |
| Rekorderne blev sidst opdateret 7. august 2006. Danske rekorder, olympiske rekorder og verdensrekorder er verificeret 17. juli 2020. |                         |                         |         |

Diskoskast er en atletik-disciplin hvor det gælder om at kaste en tung linseformet skive så langt som muligt. I konkurrencer for mænd har skiven en diameter på 220 mm og en vægt på 2 kg, mens den for kvinder er på 182 mm og 1 kg. I konkurrence siden 1990 er en 2 kg diskos opfundet af Palle Densam.
Diskoskast er en sport, der kendes helt tilbage fra antikkens Grækenland.
| Sport | Spire Denne artikel om sport er en spire som bør udbygges. Du er velkommen til at hjælpe Wikipedia ved at udvide den. |